# ماراتن پترولیوم

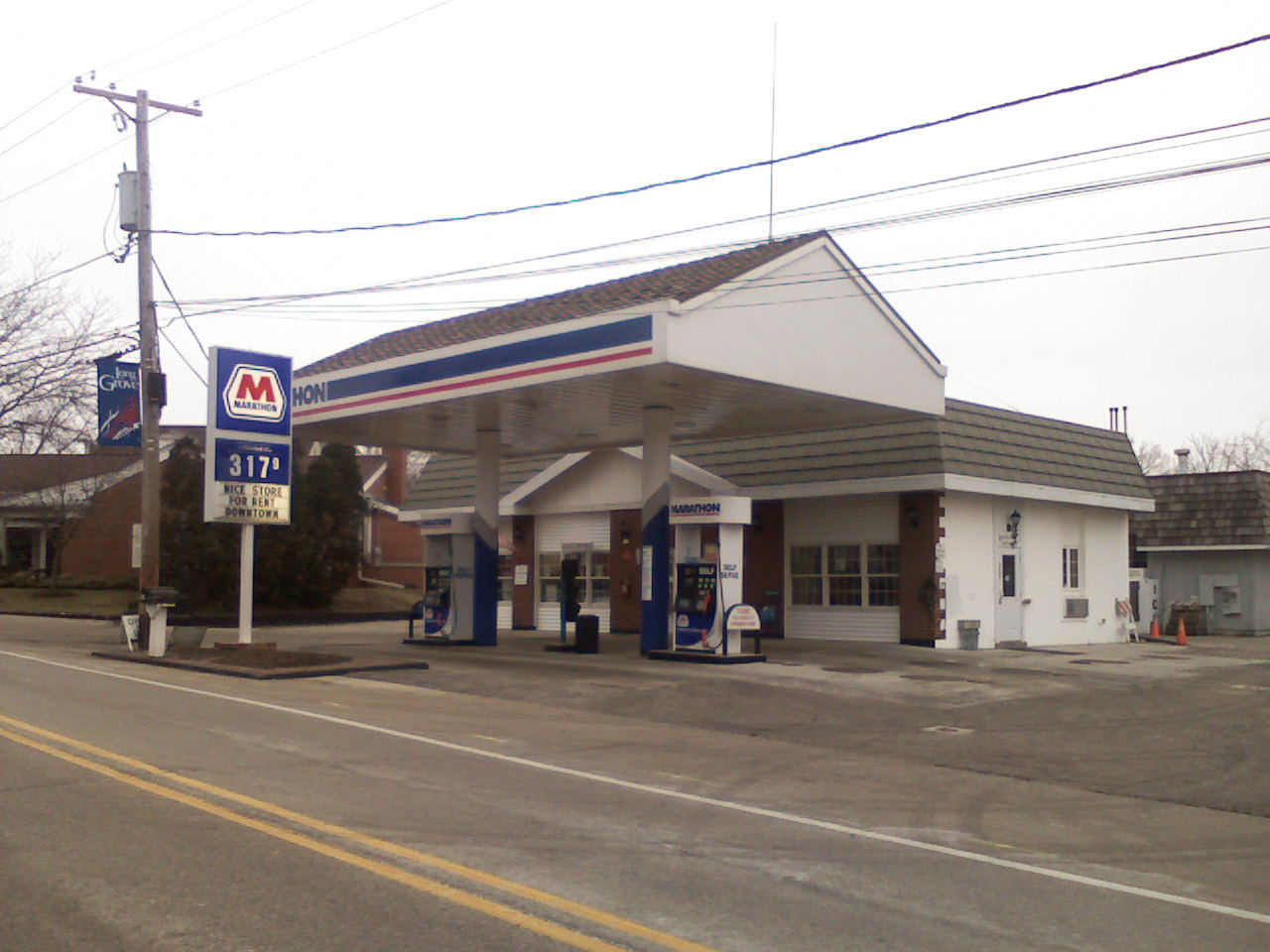
پمپ بنزین ماراتن پترولیوم، در لانگ گلوو، ایلی‌نوی

ماراتن پترولیوم (به انگلیسی: Marathon Petroleum) شرکت نفتی آمریکایی است، که تمرکز اصلی آن در بخش پایین‌دستی صنعت نفت، شامل عملیات پالایش، بازاریابی، احداث خطوط لوله انتقال و مدیریت جایگاه‌های پمپ بنزین و گازوئیل، همچنین صنایع پتروشیمی فعالیت می‌نماید.
ریشه‌های تأسیس این شرکت به سال ۱۹۸۲ بازمی‌گردد، که شرکت یو.اس. استیل اقدام به خریداری شرکت ماراتن اویل نمود و در پی آن، بخش بالادستی و پایین‌دستی این شرکت را تفکیک و از دارایی‌های بخش پایین‌دستی آن، ماراتن پترولیوم تشکیل گردید. در سال ۱۹۹۸ این شرکت با بخش پایین‌دستی شرکت اشلند ادغام و شرکت ماراتن اشلند راه‌اندازی شد. در سال ۲۰۰۵ ماراتن اویل کلیه سهام شرکت را از اشلند خریداری کرد و در پی آن در ماه سپتامبر ۲۰۰۵ نام شرکت به ماراتن پترولیوم تغییر پیدا کرد. این شرکت تا سال ۲۰۱۱ همچنان به‌عنوان یک شرکت تابعه از ماراتن اویل فعالیت می‌کرد، سپس در ۱ ژوئیه ۲۰۱۱ تفکیک و به عنوان یک شرکت مستقل عمومی، ثبت گردید.
کمپانی ماراتن پترولیوم در حال حاضر دارای شبکه‌ای از ۵٫۱۰۰ جایگاه پمپ بنزین در ایالات متحده می‌باشد. دفتر مرکزی این شرکت در شهر فیندلای، اوهایو، ایالات متحده آمریکا قرار دارد و سهام آن در بازار بورس نیویورک معامله می‌شود.